# نرمک
نرمک، روستایی در دهستان فنوج بخش مرکزی شهرستان فنوج در استان سیستان و بلوچستان ایران است.

## جمعیت
این روستا در دهستان فنوج قرار دارد و براساس سرشماری عمومی نفوس و مسکن در سال ۱۳۹۵،جمعیت این روستا زیر سه خانوار بوده‌است.